# HD 45701
HD 45701，又名CP-63 568，SAO 249539、HR 2354，是一颗恒星，视星等为6.46，位于銀經273.01，銀緯-27.04，其B1900.0坐标为赤經6h 23m 44.5s，赤緯-63° -27.04′ 3″。